# Elsterkampfbahn
Elsterkampfbahn – stadion piłkarski w Senftenbergu (w części miasta Brieske), w Niemczech. Został otwarty w 1924 roku. Może pomieścić 8000 widzów. Swoje spotkania rozgrywają na nim piłkarze klubu FSV Glückauf Brieske-Senftenberg.
Stadion został otwarty w 1924 roku. Obiekt służył robotniczemu klubowi FV Grube Marga. Dawniej znany był jako Sportplatz an der Badeanstalt. W 1933 roku gospodarze (wówczas jako SV Sturm Grube Marga) zdobyli mistrzostwo wschodnich Niemiec w rozgrywkach prowadzonych dla klubów robotniczych. Zespół zakwalifikował się do rozgrywek finałowych na szczeblu centralnym, ale te nie odbyły się z uwagi na wprowadzony zakaz działalności robotniczych stowarzyszeń sportowych. W latach 1941–1943 zespół z Brieske przez dwa sezony występował w Gaulidze Berlin-Brandenburg. Od sezonu 1949/1950 klub (początkowo pod nazwą BSG Franz Mehring Marga, następnie jako BSG Aktivist Brieske-Ost) występował w nowo utworzonej Oberlidze NRD (najwyższy poziom rozgrywkowy). Tymczasem 4 listopada 1953 roku niecałe pół kilometra na północ oddano do użytku nowy stadion, na który przenieśli się piłkarze klubu z Brieske. Stadion ten został zlikwidowany w latach 90. XX wieku, choć już nieco wcześniej piłkarze z Brieske (pod nazwą FSV Glückauf Brieske-Senftenberg) powrócili na swój dawny obiekt, Elsterkampfbahn.